# Copa do Mundo de Rugby Union
A Copa do Mundo de Rugby Union (português brasileiro) ou Campeonato do Mundo de Râguebi Union (português europeu) é o principal torneio entre seleções de rugby union do planeta, realizado a cada 4 anos pela World Rugby, e a terceira competição desportiva mais vista no mundo (atrás apenas dos Jogos Olímpicos e da Campeonato do Mundo de Futebol).
Os vencedores são premiados com a Copa Webb Ellis, ou Taça Webb Ellis, homenagem a William Webb Ellis, o aluno da Rugby School que, segundo uma lenda popular, inventou o rugby pegando com as mãos numa bola durante um jogo de futebol. Quatro países ganharam o troféu; A África do Sul venceu quatro vezes, a Nova Zelândia venceu três vezes, a Seleção Australiana de Rugby venceu duas vezes, enquanto a Inglaterra venceu uma vez.
O torneio é administrado pelo World Rugby, órgão internacional que rege as normativas e principais competições deste desporto. Dezesseis equipes foram convidadas a participar do torneio inaugural em 1987, no entanto, nas edições de 1999 a 2023, participaram vinte equipes. No evento de 2027 a Copa do Mundo de Rugby será expandida para 24 seleções.

## Formato

### Qualificação
Torneios de qualificação foram introduzidos a partir do segundo torneio, onde oito dos dezesseis lugares foram disputados em um torneio de vinte e quatro nações. A primeira Copa do Mundo de 1987 não envolveu nenhum processo de qualificação; uma vez que os 16 lugares foram preenchidos automaticamente por sete países membros elegíveis da International Rugby Football Board (atualmente World Rugby) e o restante por convite.
Em 2003 e 2007, o formato de qualificação permitiu que oito das vinte vagas disponíveis fossem preenchidas por qualificação automática, quando os oito finalistas do último torneio se qualificam automaticamente para o torneio seguinte. As restantes doze posições foram preenchidas por torneios de qualificação continentais. As vagas foram ocupadas por três equipes das Américas, uma da Ásia, uma da África, três da Europa e duas da Oceania. Outros dois lugares foram alocados para repescagem. O primeiro lugar de repescagem foi determinado por uma partida entre os segundos classificados dos torneios classificatórios da África e da Europa, com o vencedor jogando o vice-campeão das Américas para determinar o lugar. A segunda posição de repescagem foi determinada entre os finalistas das eliminatórias da Ásia e Oceania.
O formato atual permite que 12 das 20 posições disponíveis sejam preenchidas por qualificação automática, pois as equipes que terminarem em terceiro ou melhor nas etapas de grupo do torneio anterior, entrarão no seu sucessor. O sistema de qualificação para os oito vagas restantes é baseado na região, com um total de oito vagas alocadas para a Europa, cinco para a Oceania, três para as Américas, duas para a África e uma para a Ásia. O último lugar é determinado por um play-off intercontinental.

### Torneio
As 3 primeiras edições contaram com a participação de 16 nações divididos em 4 grupos de 4 membros cada, onde os dois primeiros de cada grupo se classificavam para as quartas de finais.
Na edição de 1999 aumentou-se o número para 20 nações divididas em 5 grupos de 4 nações, os primeiros de cada grupo se classificavam para as quartas de final, os segundo colocados foram para uma repescagem para enfrentar os quarto-finalistas.
A partir da edição de 2003 passou-se a divisão de 4 grupo de 5 países cada. Os dois primeiros colocados se classificam para as quartas de final.
Na edição de 2027 o torneio será expandido para 24 nações, divididas em 6 grupos de 4 nações, sendo que os dois melhores de cada grupo e os quatro melhores terceiro colocado se classificam para a fase seguinte. Outra novidade deste novo formato do torneio é a introdução das oitavas de final.

## História

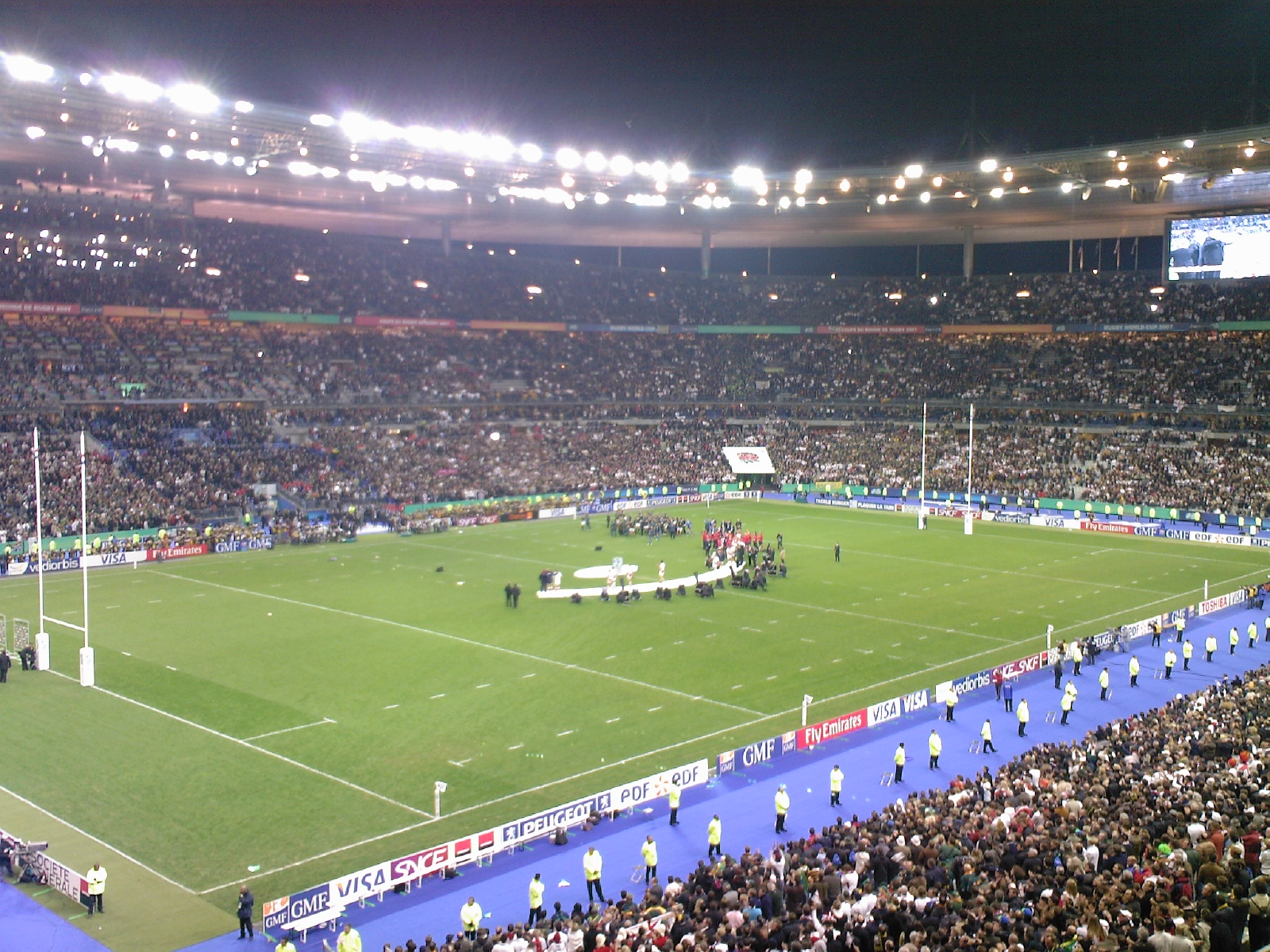
Entrega das medalhas na final da Copa do Mundo de 2007.

Antes da Copa do Mundo de Rugby, havia no rugby union apenas competições regionais entre seleções, sendo a maior e mais antiga o torneio das Seis Nações. O esporte também esteve presente em quatro olimpíadas (Paris 1900, Londres 1908, Antuérpia 1920 e Paris 1924) depois disso o rugby foi removido do calendário olímpico. Recentemente, o esporte voltou ao calendário olímpico na sua variação rugby sevens no ano de 2016 na cidade do Rio de Janeiro, Brasil.
As primeiras ideias sobre um campeonato mundial de rugby union surgiram no início do século XX, mas nunca foram levadas à frente devido à forte oposição de vários membros da IRFB, enquanto o código alternativo rugby league já organizava sua primeira Copa do Mundo no ano de 1954.
Na década de 80, a ideia ressurgiu com a Australian Rugby Union e a New Zealand Rugby Football Union. Em uma assembleia da IRFB em 1985, Austrália, Nova Zelândia e França votaram em favor da criação do torneio. Isso levou a África do Sul em também votar a favor (mesmo sabendo que não poderia participar do torneio devido ao Apartheid), com isso a votação pelo peso maior dos votos dessas nações empatou por 8-8. Logo após, um delegado galês mudou o seu voto e um inglês fez o mesmo, com isso a votação terminou em 10-6. A IRFB finalmente aprovou o campeonato inaugural que iria ser disputado em conjunto com a Austrália e a Nova Zelândia.

### Primeira Copa do Mundo de Rugby
A primeira Copa do Mundo de Rugby Union foi disputada em 1987 na Austrália e na Nova Zelândia, contou com a participação de 16 seleções todas convidadas, e foi vencida pela seleção da Nova Zelândia.
As oito seleções das quartas de final se classificaram diretamente para a Copa do Mundo seguinte, na Inglaterra, em 1991. Estas foram Austrália, Inglaterra, Fiji, França, Irlanda, Nova Zelândia, Escócia e País de Gales.

### Copa Franco - Bretã
O segundo torneio foi disputado em 1991 na Inglaterra como sede principal, contando pela primeira vez com o sistema de eliminatórias e foi vencido pela Austrália. 

### Copa do Mundo de Rugby Africana
A terceira edição foi disputada em 1995 na África do Sul, que ganhou o direito de participar do campeonato com o fim do Apartheid e também foi a primeira copa do mundo depois da profissionalização do rugby union. No final, os sul-africanos sagraram-se campeões contando com a entrega do troféu feita de Nelson Mandela para François Pienaar.

### Ampliação da Copa do Mundo
A quarta edição foi em 1999, com sede principal no País de Gales. O número de participantes foi aumentado para 20, e essa edição contou com a maior média de público da história da Copa do Mundo de Rugby Union. No final, foi vencida pela Austrália, a primeira a conquistar 2 títulos. 

### Primeira título do Hemisfério Norte
A quinta edição foi em 2003 na Austrália, sendo que originalmente era previsto uma campanha conjunta com a Nova Zelândia; foi vencida pela Inglaterra, que se tornou a primeira campeã do hemisfério norte - a celebração reuniu um público de aproximadamente 700 mil pessoas em Londres e é até hoje a maior celebração esportiva do Reino Unido.

### Volta a Europa
A sexta edição foi em 2007, com sede principal na França e vencida pela África do Sul. 

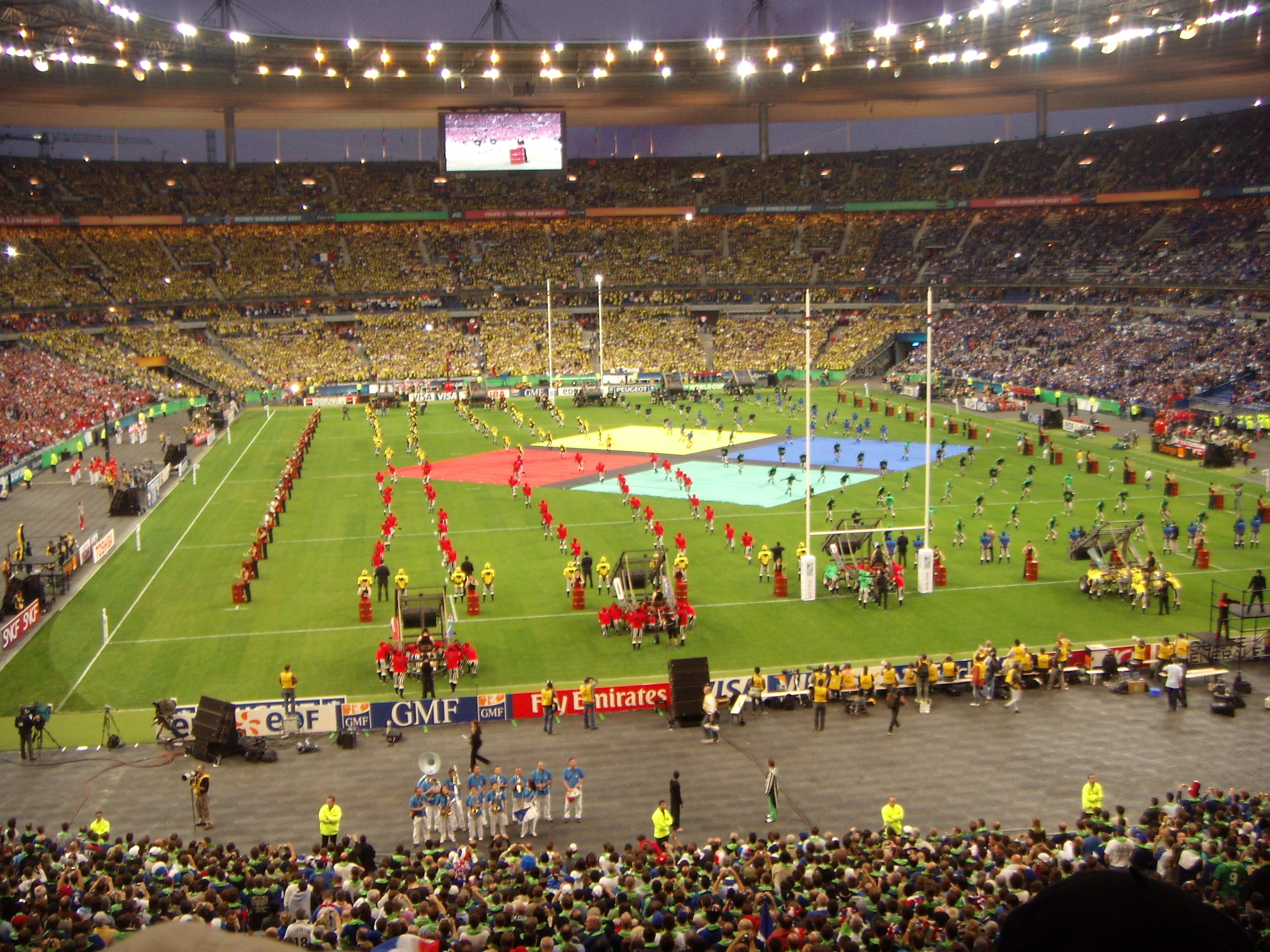
Cerimônia de abertura no Stade de France

### Maior evento realizado na Nova Zelândia
A sétima edição, realizada em 2011, foi sediada e vencida pela seleção da Nova Zelândia.
A Copa do Mundo foi o maior evento esportivo já realizado na Nova Zelândia, superando a Copa do Mundo de Rugby de 1987, os Jogos da Commonwealth de 1990, a Copa do Mundo de Críquete de 1992 e a America's Cup de 2003. Os visitantes estrangeiros na Nova Zelândia para o evento totalizaram 133.000, mais do que os 95.000 que os organizadores esperavam. No entanto, houve uma queda de visitantes não eventos, o que significa que o aumento líquido de visitantes em relação ao ano anterior foi inferior a 80.000.

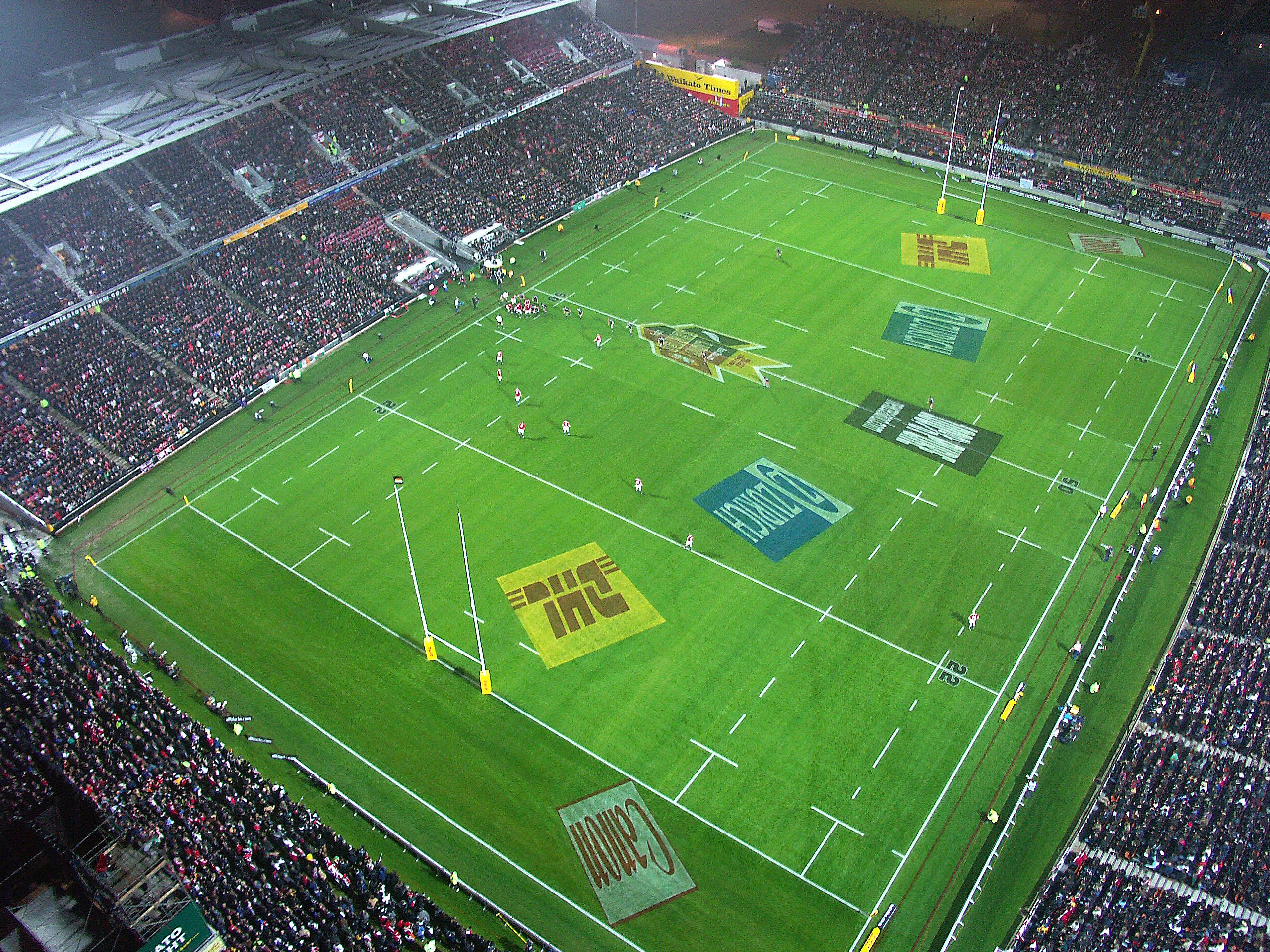
Uma partida de rúgbi no Waikato Stadium, em Hamilton.

### Anfitriã eliminada na fase de grupos
A Inglaterra recebeu o evento na edição de 2015, na qual a Nova Zelândia conquistou seu segundo título seguido e o terceiro no geral. 
A primeira fase ficou marcada pela eliminação da Inglaterra após duas derrotas em três jogos, contra País de Gales (25 a 28) e Austrália (13 a 33). Esta foi a primeira vez na Copa do Mundo de Rugby que o país sede, assim como a seleção da Inglaterra, não conseguiu chegar pelo menos às quartas de final.
A disputada partida entre Japão e África do Sul no fim de semana de abertura, na qual o Japão marcou o tento da vitória no minuto final, foi amplamente considerada a maior virada da história do rúgbi.
Esta Copa do Mundo bateu recordes em termos de ocupação dos estádios (97%, para um total de 2.477.805 entradas pagas), bem como o número de espectadores (89.267 em Wembley para o jogo Irlanda-Romênia) e telespectadores para uma partida (25 milhões de japoneses assistem ao jogo Japão-Samoa). Foi também o mais rentável, com 210 milhões de libras (cerca de 240 milhões de euros) em receitas líquidas para a World Rugby.

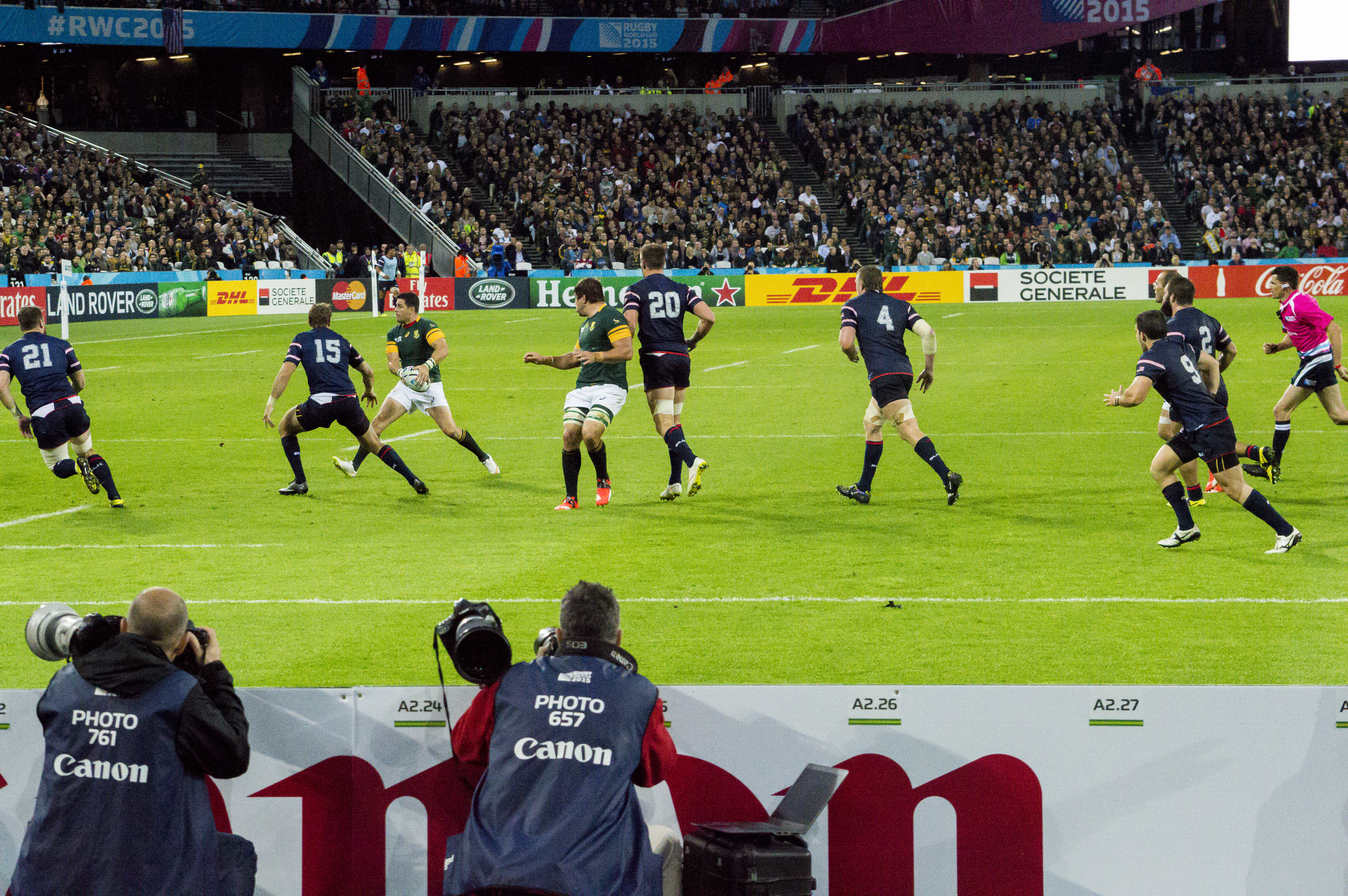
A África do Sul venceu os EUA por 64 a 0 no Estádio Olímpico de Londres.

### Primeiro cancelamento de partidas da Copa do Mundo
No evento de 2019, sediado no Japão, a África do Sul foi vencedora, igualando-se à Nova Zelândia como maiores seleções vencedoras do torneio. 
O torneio viu o primeiro cancelamento de partidas da Copa do Mundo de Rugby, com o tufão Hagibis afetando três partidas devido ao impacto esperado pela segurança.
Pela primeira vez, o detentor dos direitos nacionais não atuou como emissora anfitriã do torneio. Em vez disso, a International Games Broadcast Services (IGBS), uma joint venture entre a Host Broadcast Services (HBS) e a IMG, cuidou da produção das imagens distribuídas aos detentores dos direitos.

### A primeira tetracampeã da Copa do Mundo
Em 2023, a França foi novamente país-sede do evento, onde a África do Sul tornou-se a primeira seleção quatro vezes vencedora do torneio.
A disputa final, que pode ser considerada uma das melhores de todas as edições, foi entre a África do Sul e a Nova Zelândia, até então os dois únicos tricampeões mundiais. O placar foi de 12 a 11 para a África do Sul garantindo o seu segundo título mundial seguido.
A Austrália irá receber a décima primeira edição do torneio em 2027.

## O troféu

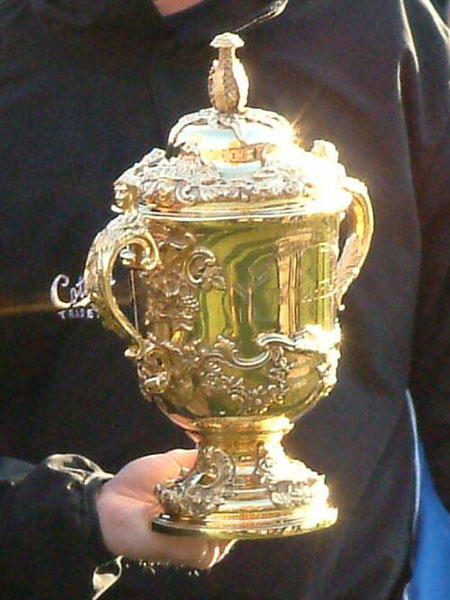
Troféu William Webb Ellis ganho pela seleção campeã.

O Troféu Webb Ellis é a premiação dada ao campeão da Copa do Mundo de Rugby Union. O nome do troféu é uma referência ao suposto inventor do rugby, William Webb Ellis. Tem 38 cm de altura e é feito de ouro e prata com 2 hastes, em uma haste tem um sátiro e na outra haste tem uma ninfa. Na frente tem os escritos International Rugby Football Board e abaixo The Webb Ellis Cup. Na parte inferior vem cravado o nome das nações que já conquistaram o troféu. O troféu foi feito pela Garrard & Co, uma joalheria de luxo fundada em 1735 em Londres, e foi baseado em um outro troféu feito em 1906. Foi escolhido para ser usado em fevereiro de 1987 e depois foi nomeado de The Webb Ellis Cup.

## Escolha das sedes
A escolha das sedes dos torneios é feita previamente através de uma votação secreta entre os países membros da World Rugby, onde é avaliado a infraestrutura, as condições de hospedagem e até mesmo o nível de popularidade do rugby union nos países candidatos a sede. A World Rugby também exige um estádio com capacidade mínima de 60.000 espectadores para final.

## Todas as edições
| Ano           | Sede                          |               | Final                 | Final         | Final          |            | Decisão do terceiro lugar | Decisão do terceiro lugar | Decisão do terceiro lugar |
| Ano           | Sede                          | Campeão       | Placar                | Vice-campeão  | Terceiro lugar | Placar     | Quarto lugar              |                           |                           |
| 1987 Detalhes | Australásia                   | Nova Zelândia | 29 - 9                | França        | País de Gales  | 22 - 21    | Austrália                 |                           |                           |
| 1991 Detalhes | Reino Unido, França e Irlanda | Austrália     | 12 - 6                | Inglaterra    | Nova Zelândia  | 13 - 6     | Escócia                   |                           |                           |
| 1995 Detalhes | África do Sul                 | África do Sul | 15 - 12 (prorrogação) | Nova Zelândia | França         | 19 - 9     | Inglaterra                |                           |                           |
| 1999 Detalhes | Reino Unido, Irlanda e França | Austrália     | 35 - 12               | França        | África do Sul  | 22 - 18    | Nova Zelândia             |                           |                           |
| 2003 Detalhes | Austrália                     | Inglaterra    | 20 - 17 (prorrogação) | Austrália     | Nova Zelândia  | 40 - 13    | França                    |                           |                           |
| 2007 Detalhes | França e Reino Unido          | África do Sul | 15 - 6                | Inglaterra    | Argentina      | 34 - 10    | França                    |                           |                           |
| 2011 Detalhes | Nova Zelândia                 | Nova Zelândia | 8 - 7                 | França        | Austrália      | 21 - 18    | País de Gales             |                           |                           |
| 2015 Detalhes | Inglaterra                    | Nova Zelândia | 34 - 17               | Austrália     | África do Sul  | 24 - 13    | Argentina                 |                           |                           |
| 2019 Detalhes | Japão                         | África do Sul | 32 - 12               | Inglaterra    | Nova Zelândia  | 40 - 17    | País de Gales             |                           |                           |
| 2023 Detalhes | França                        | África do Sul | 12 - 11               | Nova Zelândia | Inglaterra     | 26 - 23    | Argentina                 |                           |                           |
| 2027 Detalhes | Austrália                     |               | A disputar            |               |                | A disputar |                           |                           |                           |
| 2031 Detalhes | Estados Unidos                |               | A disputar            |               |                | A disputar |                           |                           |                           |

## Ranking
| Pos. | Seleção       | Campeão                    | Vice                 | Terceiro             | Quarto         |
| ---- | ------------- | -------------------------- | -------------------- | -------------------- | -------------- |
| 1º   | África do Sul | 4 (1995, 2007, 2019, 2023) |                      | 2 (1999, 2015)       |                |
| 2º   | Nova Zelândia | 3 (1987, 2011, 2015)       | 2 (1995, 2023)       | 3 (1991, 2003, 2019) | 1 (1999)       |
| 3º   | Austrália     | 2 (1991, 1999)             | 2 (2003, 2015)       | 1 (2011)             | 1 (1987)       |
| 4º   | Inglaterra    | 1 (2003)                   | 3 (1991, 2007, 2019) | 1 (2023)             | 1 (1995)       |
| 5º   | França        |                            | 3 (1987, 1999, 2011) | 1 (1995)             | 2 (2003, 2007) |
| 6º   | País de Gales |                            |                      | 1 (1987)             | 2 (2011, 2019) |
| 7º   | Argentina     |                            |                      | 1 (2007)             | 2 (2015, 2023) |
| 8º   | Escócia       |                            |                      |                      | 1 (1991)       |

## Desempenho das nações

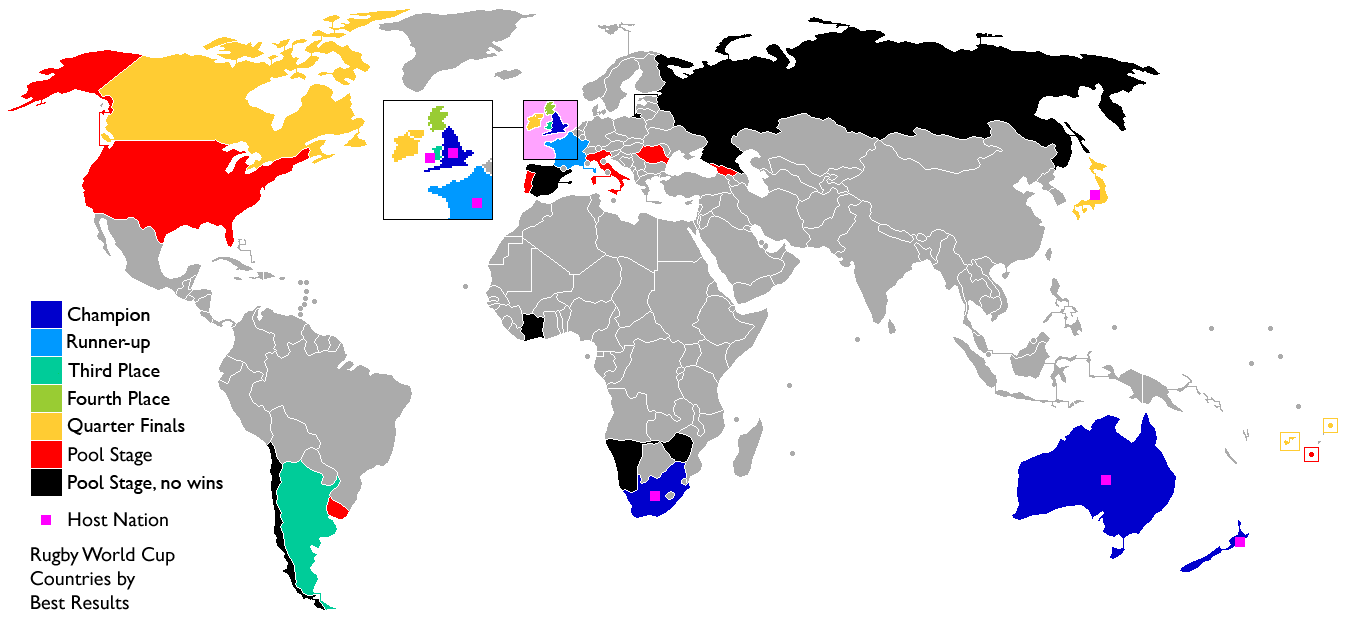
Mapa mostrando os países com os melhores resultados e países-sede do campeonato.

| Seleção         | 1987 16 | 1991 16 | 1995 16 | 1999 20 | 2003 20 | 2007 20 | 2011 20 | 2015 20 | 2019 20 | 2023 20 |
| --------------- | ------- | ------- | ------- | ------- | ------- | ------- | ------- | ------- | ------- | ------- |
| África do Sul   | -       | -       | 1.º     | 3.º     | 5.º     | 1.º     | 5.º     | 3.º     | 1.º     |         |
| Argentina       | 13.º    | 14.º    | 13.º    | 8.º     | 9.º     | 3.º     | 8.º     | 4.º     | 11.º    |         |
| Austrália       | 4.º     | 1.º     | 5.º     | 1.º     | 2.º     | 6.º     | 3.º     | 2.º     | 7.º     |         |
| Canadá          | 9.º     | 8.º     | 10.º    | 12.º    | 14.º    | 17.º    | 13.º    | 17.º    | 18.º    |         |
| Costa do Marfim | -       | -       | 15.º    | -       | -       | -       | -       | -       | -       |         |
| Escócia         | 6.º     | 4.º     | 6.º     | 6.º     | 8.º     | 8.º     | 9.º     | 7.º     | 10.º    |         |
| Espanha         | -       | -       | -       | 18.º    | -       | -       | -       | -       | -       |         |
| Estados Unidos  | 10.º    | 15.º    | -       | 16.º    | 13.º    | 18.º    | 15.º    | 19.º    | 19.º    |         |
| Fiji            | 8.º     | 13.º    | -       | 10.º    | 10.º    | 7.º     | 14.º    | 15.º    | 12.º    |         |
| França          | 2.º     | 5.º     | 3.º     | 2.º     | 4.º     | 4.º     | 2.º     | 6.º     | 8.º     |         |
| Geórgia         | -       | -       | -       | -       | 19.º    | 13.º    | 16.º    | 12.º    | 14.º    |         |
| Inglaterra      | 5.º     | 2.º     | 4.º     | 5.º     | 1.º     | 2.º     | 5.º     | 10.º    | 2.º     |         |
| Irlanda         | 7.º     | 6.º     | 8.º     | 9.º     | 6.º     | 11.º    | 7.º     | 5.º     | 6.º     |         |
| Itália          | 12.º    | 10.º    | 11.º    | 20.º    | 12.º    | 12.º    | 10.º    | 11.º    | 9.º     |         |
| Japão           | 15.º    | 9.º     | 16.º    | 17.º    | 17.º    | 16.º    | 17.º    | 9.º     | 5.º     |         |
| Namíbia         | -       | -       | -       | 19.º    | 20.º    | 20.º    | 19.º    | 18.º    | 17.º    |         |
| Nova Zelândia   | 1.º     | 3.º     | 2.º     | 4.º     | 3.º     | 5.º     | 1.º     | 1.º     | 3.º     |         |
| País de Gales   | 3.º     | 11.º    | 9.º     | 7.º     | 7.º     | 9.º     | 4.º     | 8.º     | 4.º     |         |
| Portugal        | -       | -       | -       | -       | -       | 19.º    | -       | -       | -       |         |
| Rússia          | -       | -       | -       | -       | -       | -       | 18.º    | -       | 20.º    |         |
| Romênia         | 11.º    | 12.º    | 14.º    | 14.º    | 15.º    | 15.º    | 20.º    | 16.º    | -       |         |
| Samoa           | -       | 7.º     | 7.º     | 11.º    | 11.º    | 14.º    | 11.º    | 13.º    | 15.º    |         |
| Tonga           | 14.º    | -       | 12.º    | 15.º    | 18.º    | 10.º    | 12.º    | 14.º    | 13.º    |         |
| Uruguai         | -       | -       | -       | 13.º    | 16.º    | -       | -       | 20.º    | 16.º    |         |
| Zimbábue        | 16.º    | 16.º    | -       | -       | -       | -       | -       | -       | -       |         |
|                 | 1987    | 1991    | 1995    | 1999    | 2003    | 2007    | 2011    | 2015    | 2019    | 2023    |

### Por país sede
| Ano  | País-sede      | Colocação        |
| ---- | -------------- | ---------------- |
| 1987 | Austrália      | 4.º              |
| 1987 | Nova Zelândia  | Campeão          |
| 1991 | Inglaterra     | 2.º              |
| 1995 | África do Sul  | Campeão          |
| 1999 | País de Gales  | Quartas de final |
| 2003 | Austrália      | 2.º              |
| 2007 | França         | 4.º              |
| 2011 | Nova Zelândia  | Campeão          |
| 2015 | Inglaterra     | Primeira fase    |
| 2019 | Japão          | Quartas de final |
| 2023 | França         | Quartas de final |
| 2027 | Austrália      | A disputar       |
| 2031 | Estados Unidos | A disputar       |

## Desempenhos individuais
| Edição | Maior pontuador       | Maior número de tries                      |
| ------ | --------------------- | ------------------------------------------ |
| 1987   | Grant Fox (126)       | Craig Green (6) John Kirwan (6)            |
| 1991   | Ralph Keyes (68)      | Jean-Baptiste Lafond (6) David Campese (6) |
| 1995   | Thierry Lacroix (112) | Jonah Lomu (7) Marc Ellis (7)              |
| 1999   | Gonzalo Quesada (102) | Jonah Lomu (8)                             |
| 2003   | Jonny Wilkinson (113) | Doug Howlett (7) Mils Muliaina (7)         |
| 2007   | Percy Montgomery (93) | Bryan Habana (8)                           |
| 2011   | Morné Steyn (93)      | Chris Ashton (6) Vincent Clerc (6)         |

## Seleções estreantes
| Ano  | Equipes | Seleção |
| ---- | ------- | --- |
| 1987 | 16      | Argentina, Austrália, Canadá, Escócia, Estados Unidos, Fiji, França, Inglaterra Irlanda, Itália, Japão, Nova Zelândia, País de Gales, Romênia, Tonga, Zimbábue |
| 1991 | 16      | Samoa Ocidental |
| 1995 | 16      | África do Sul, Costa do Marfim |
| 1999 | 20      | Espanha, Namíbia, Uruguai |
| 2003 | 20      | Geórgia |
| 2007 | 20      | Portugal |
| 2011 | 20      | Rússia |
| 2015 | 20      | — |
| 2019 | 20      | — |
| 2023 | 20      | Chile |

## Curiosidades
- O resultado mais elástico da história foi um 142-0 da Austrália sobre a Namíbia em 2003.
- Com a participação no mundial 2007, Portugal tornou-se a primeira equipe totalmente amadora a entrar na competição mais importante da modalidade.[carece de fontes?]

## Números
| Ano  | Público total | Audiência televisiva | Renda bruta   | Lucro líquido |
| ---- | ------------- | -------------------- | ------------- | ------------- |
| 1987 | 604500        | 300 milhões          | £3,3 milhões  | £1 milhão     |
| 1991 | 1007760       | 1,75 bilhões         | £23,6 milhões | £4,1 milhões  |
| 1995 | 1100000       | 2,67 bilhões         | £30,3 milhões | £17,6 milhões |
| 1999 | 1750000       | 3,1 bilhões          | £70 milhões   | £47,3 milhões |
| 2003 | 1837547       | 3,4 bilhões          | £81,8 milhões | £64,3 milhões |
| 2007 | 2263223       | 4,2 bilhões          |               |               |
| 2011 | 1480000       |                      |               |               |
| 2015 | 2477805       |                      |               |               |

Fonte: Rugby World Cup History.

## Estatísticas

### Times
- Maior número de pontos:  Nova Zelândia (1711)
- Maior número de Tries:  Nova Zelândia (232)
- Maior número de conversões:  Nova Zelândia (173)
- Maior número de penalidades:  Inglaterra (113)
- Maior número de Drop Goals:  Inglaterra (19)

### Jogadores
- Maior número de pontos:  Jonny Wilkinson (243)
- Maior número de Tries:  Jonah Lomu (15)
- Maior número de conversões:  Gavin Hastings (39)
- Maior número de penalidades:  Jonny Wilkinson (51)
- Maior número de Drop Goals:  Jonny Wilkinson (13)